# Сирконстант
Сирконста́нт (фр. circonstant от лат. circum — около и stans — стоящий), или адъю́нкт (от лат. adjunctus — присоединённый) — в языкознании: слово-терм, зависимое от предикатного слова (например, глагола), и заполняющее его активную синтаксическую валентность, но не соответствующее никакой его семантической валентности и соответственно не отражаемое в толковании глагола в виде переменной. Сирконстанты обозначают разнообразные обстоятельства определяемой главным словом ситуации.

## Характерные черты
Сирконстанты характеризуются необязательностью называемых ими участников для ситуации, обозначаемой вершинным словом (впрочем, присущие всякой ситуации место и время в большинстве случаев также выражаются сирконстантными словами).
Сирконстанты являются неуправляемыми, то есть их форма не определяется вершиной, как при управлении, однако их следует отличать от так же неуправляемых, но заполняющих обязательные семантические валентности адъектов.

## Классификация
По наличию или отсутствию способности быть заменённым на личное (третьего лица), указательное, неопределённое, отрицательное или вопросительное местоимение сирконстанты могут быть разделены на два типа:
- «сильные» — способны заменяться местоимением (рус. отсутствовал из-за болезни — из-за неё, из-за чего?, заниматься с преподавателем — с ним, с кем?);
- «слабые» — неспособны заменяться местоимением (ехать из Москвы — *из неё, *из чего?, заехал на день — *на него, *на что?).

Принадлежность сирконстанта к одному из типов определяется используемым предлогом, а также контекстом употребления.